# Bad Homburg (stacja kolejowa)
Bad Homburg – stacja kolejowa w Bad Homburg vor der Höhe, w kraju związkowym Hesja, w Niemczech. Znajdują się tu 2 perony.